# 张英焕
张英焕（1986年6月9日—），朝鲜族，中国演员、歌手、艺人。2014年参加安徽卫视《超级先生》获得秦海璐队冠军、全国年度总季军而出道，因长相酷似韩国人气男星宋承宪而备受关注。

## 主要经历
- 1986年 出生于辽宁省沈阳市一个朝鲜族家庭
- 2006年 考入辽宁医学院临床医学（麻醉学方向）专业本科班（2011年毕业）
- 2010年 参加韩国KBS《全国竞歌擂台赛》获得最具人气奖
- 2011年 参加湖南卫视《天天向上》代表朝鲜族帅哥[3]录制节目
- 2012年 参加江苏卫视《一站到底》、青海卫视《完美先生》[4]等栏目的录制
- 2013年 参加浙江卫视相亲节目《爱情连连看》因长相酷似宋承宪而备受关注
- 2014年 参加安徽卫视《超级先生》获得秦海璐队冠军、全国年度总决赛季军。

## 音乐作品
- 2013年单曲 《爱情雪花》

## 综艺节目
- 湖南卫视《天天向上》
- 江苏卫视《一站到底》
- 青海卫视《完美先生》
- 浙江卫视《爱情连连看》
- 安徽卫视《超级先生》